# Catacombe van Pretextatus

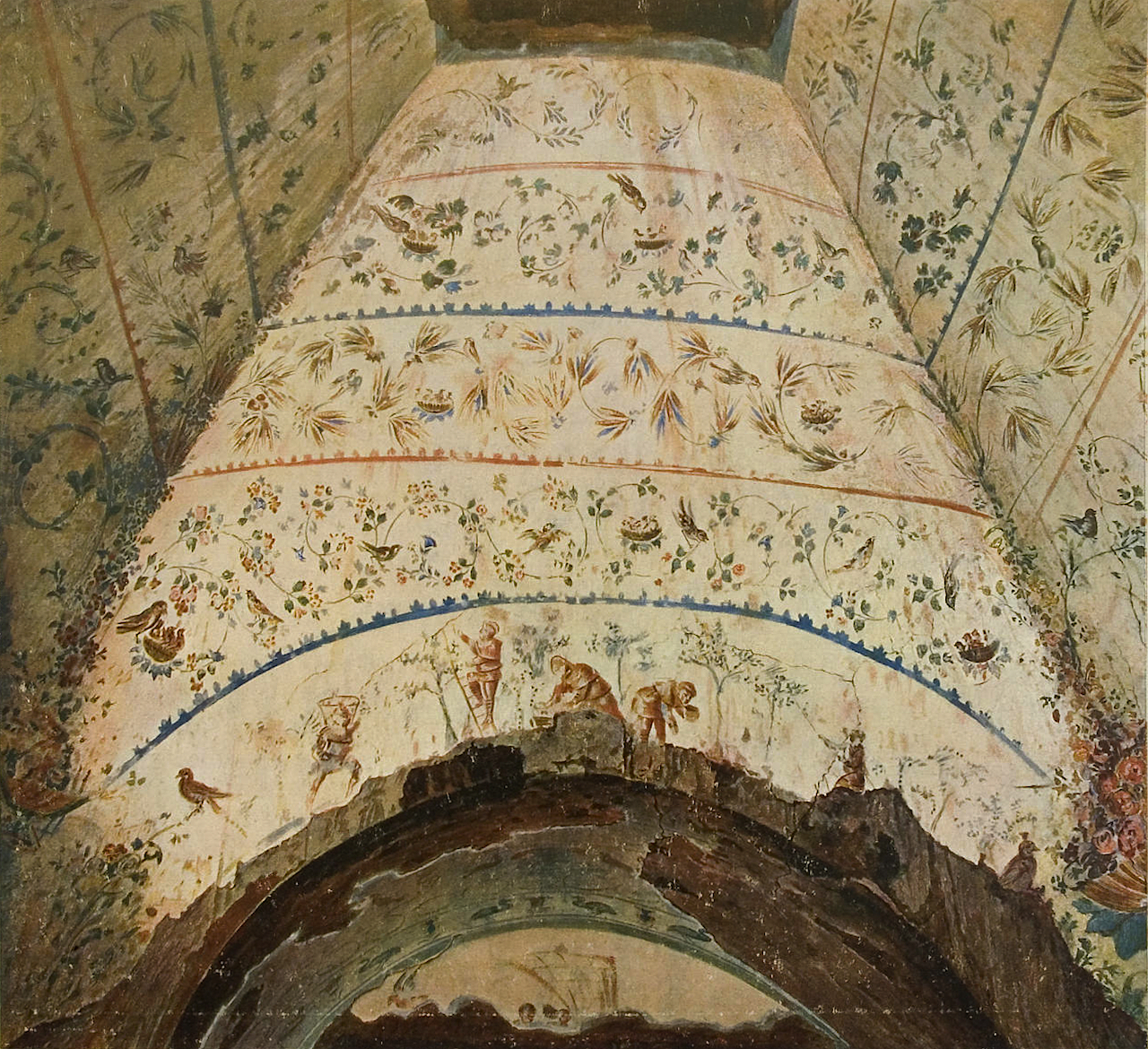
Gewelf van de crypte van de vier seizoenen

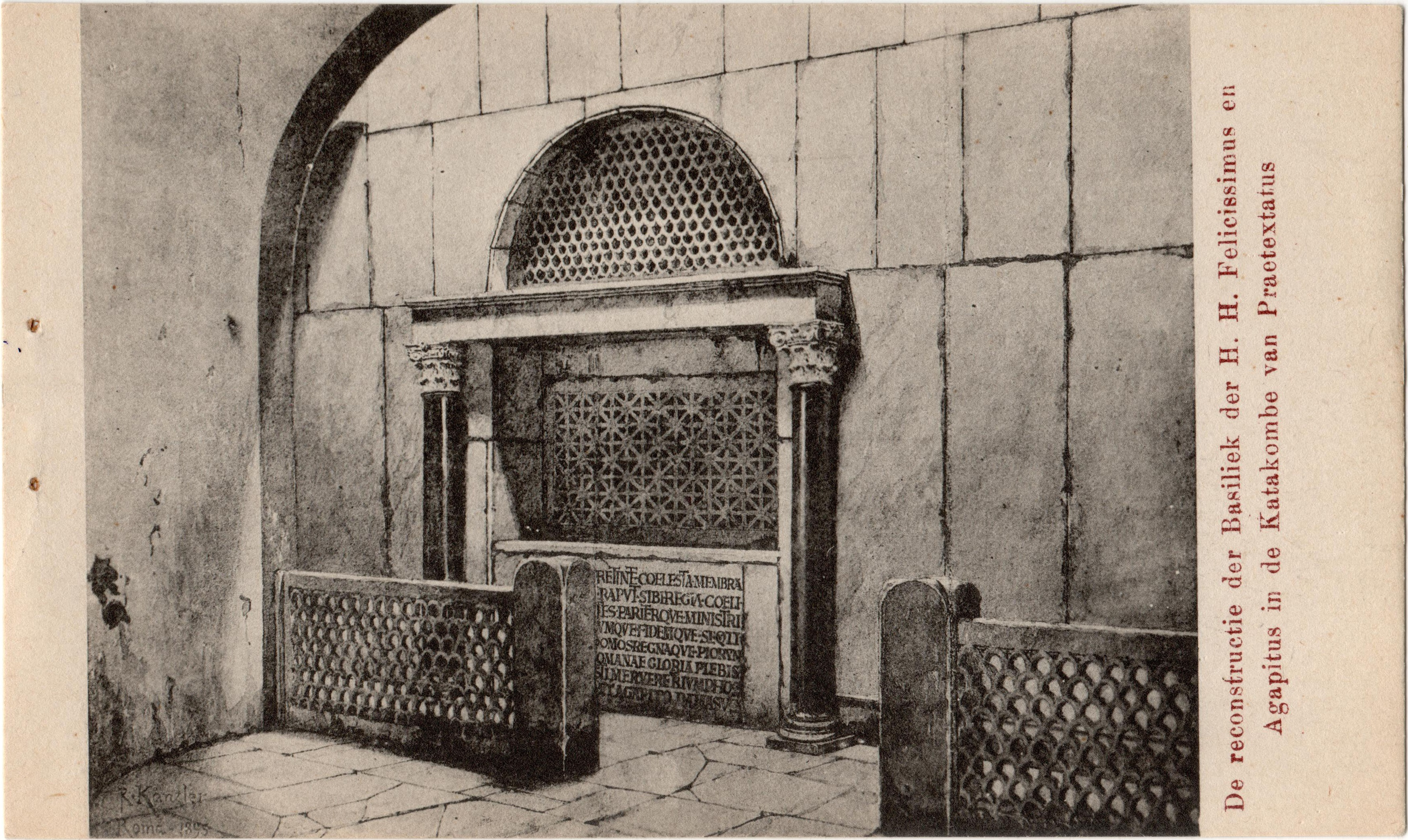
Postkaart met de reconstructie van de HH. Felicissimus en Agapitus door Rudolf Kanzler

De Catacombe van Pretextatus of Pretextatus-catacombe (Italiaans: Catacombe di Pretestato) is een van de catacombecomplexen in de Italiaanse stad Rome. De catacombe ligt nabij de Via Appia met de toegang aan de Via Appia Pignatelli.

## Toponiem
De naam van de catacombe is, zoals voor de meeste Romeinse catacomben, afgeleid van de naam van de stichter of schenker van het land waarin het ondergrondse begraafplaatscomplex werd aangelegd.

## Situering
De catacombe bevindt zich aan de linkerkant van de oude Via Appia. Het belangrijkste gedeelte (het eerste niveau) bestaat uit een lange tunnel, die oorspronkelijk werd gebruikt als een ondergrondse waterkelder en later werd aangepast als een ondergrondse begraafplaats: het wordt de "spelunca magna" genoemd. In de 2e eeuw na Christus werd ze uitgegraven en in de 3e eeuw gebruikt als begraafplaats. In de 4e eeuw werd een dieper niveau uitgegraven, die vanaf het eerste niveau een eigen onafhankelijke toegang had. Deze twee niveaus werden vergroot met galerijen en kamers, waarvoor reeds bestaande ondergrondse begraafplaatsen werden geannexeerd.
Bovengronds is het terrein rijk aan monumenten en kunstvoorwerpen, die al in niet-christelijke tijden werden gebruikt voor de begrafenissen van personen van de aristocratie en de keizerlijke familie. Een voorbeeld is de sarcofaag van keizer Balbinus die hier werd ontdekt en bewaard wordt in de portiek van het begraafplaatscomplex. Met de komst van christenen werd het bovengrondse verrijkt met andere monumenten. De vroegmiddeleeuwse documenten, met name reisgidsen voor pelgrims, spreken over twee basilieken, een gewijd aan de heiligen Tiburzio, Valeriano en Massimo, en de andere aan San Zanone: van beide is geen spoor meer over. Er zijn ook overblijfselen van twee mausolea: een met een zeshoekige plattegrond (dat wil zeggen een rond mausoleum met zes nissen), en een met een vierkante plattegrond met vier laterale exedra's. Basilieken, mausolea en catacomben vormden in de 6e-7e eeuw een soort groot heiligdom dat door veel pelgrims werd bezocht.

## Geschiedenis
De begraafplaats van Pretextatus werd gebouwd tussen de 2e en 3e eeuw, eerst als een keizerlijke (of aristocratische) begraafplaats en vervolgens als een christelijke begraafplaats. Het bevond zich in de buurt van de villa van Herodes Atticus, die een mausoleum had gebouwd voor zijn overleden vrouw Annia Regilla, geïdentificeerd met de kerk van Sant'Urbano alla Caffarella; en ook vlakbij liet keizer Maxentius zijn paleis en circus bouwen.
Getransformeerd in het vroegchristelijke tijdperk, werd de begraafplaats een echt heiligdom. Paus Johannes III (561-574) heeft een bepaalde periode in het complex gewoond. Het hele complex werd volgens het Liber pontificalis in 731 door Paus Gregorius III en aan het einde van de achtste eeuw door Paus Adrianus I gerestaureerd.
Na in de vergetelheid geraakt te zijn en verlaten, werd het begraafplaatsencomplex vanaf de vijftiende eeuw weer opnieuw bezocht. In het Caffarellapark werd een toegangstrap ontdekt die in de 19e eeuw nog steeds begaanbaar was. Verschillende bezoekers die via deze trap binnenkwamen hebben hun graffiti en handtekeningen op de wanden achtergelaten. Andere aangetroffen graffiti dateert uit het begin van de 18e eeuw. In 1852 was het Giovanni Battista de Rossi die de ontdekking van de catacombe bekend maakte, maar deze ook identificeerde als de Pretextatus-catacombe. In de jaren zestig van de 20e eeuw werd de catacombe bestudeerd door met name Enrico Josi en Francesco Tolotti.

## Martelaren van Pretextatus
Net als bij andere catacomben werden ook in die van Pretextatus verschillende martelaren en heiligen herdacht en gevierd. Bovengronds werden de heiligen Tiburzio, Valeriano, Massimo en Zenone herdacht in twee verschillende basilieken. In de spelunca magna waren toen vier devotionele plekken, waar vijf martelaren werden begraven: de bisschop Urbanus, Felicissimo en Agapito (diaken van paus Sixtus II), en de martelaren Quirinus en Gennaro.
De Notitia ecclesiarum urbis Romae (gids voor pelgrims, genaamd de "Salzburg-route" genoemd omdat het werd ontdekt in een manuscript in Salzburg, bewaard in de Nationale Bibliotheek van Wenen) beschrijft de exacte route die de pelgrims volgden: ze bezochten eerst de basiliek van heiligen Tiburtius, Valeriano, Massimo bovengronds; daarna gingen ze de catacombe in om te stoppen voor de aedicula van de vijf heiligen die daar begraven waren; ten slotte gingen ze naar buiten om de tweede basiliek te bezoeken, die van San Zenone.
Van al deze plaatsen van aanbidding, zowel ondergrondse hypogea als in de openlucht, is de enige die zeker geïdentificeerd is die van Gennaro; van de anderen zijn er geen sporen meer of zijn ze nog niet geïdentificeerd. De identificatie van Gennaro's plaats van aanbidding werd mogelijk gemaakt door de ontdekking van marmeren fragmenten die, wanneer ze opnieuw werden samengesteld, een grote plaat vormden met een teksttoewijding geschreven door paus Damasus I: "Beatissimo martyri Ianuario Damasus episcop. fecit". Het verhaal van een andere Damasiaanse marmeren plaat gewijd aan de heiligen Felicissimo en Agapito is ook merkwaardig: verschillende keren van eigenaar veranderd en voor verschillende doeleinden gebruikt (ook als snijbasis in een marmerwerkplaats), werd ontdekt door Enrico Josi in 1927, gebroken in drie stukken, en met de ontmanteling van de kerk van San Nicola dei Cesarini werden de drie fragmenten hergebruikt voor de vloer van de kerk.

## Beschrijving

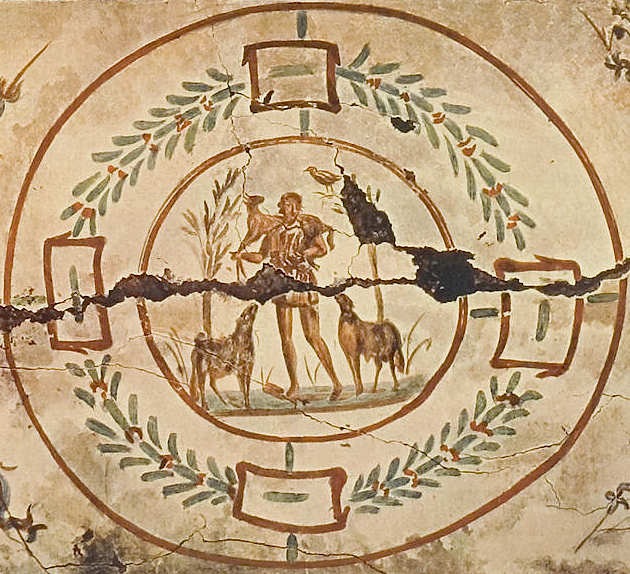
O Bom Pastor. 250-300 d.C.

De catacombe van Pretextatus is een van de rijkste vanuit architectonisch, epigrafisch en iconografisch oogpunt.
Van bijzonder iconografische en symbolische waarde is de kamer die bekend staat als de coronatio, waarvan de schilderingen dateren uit de eerste decennia van de derde eeuw. Het tafereel waaraan de kamer zijn naam ontleent, bevindt zich bij binnenkomst op het bovenste deel van de linkermuur. Het bestaat uit drie figuren: de persoon uiterst rechts heeft een kroon van bladeren op zijn hoofd; de centrale figuur houdt in zijn hand een tak met knoppen waarmee hij het hoofd van de gekroonde man aanraakt. Deze scène toont het verhaal van de doornenkroon van Jezus (Matteüs 27:27-30). Daarnaast zijn er andere nieuwtestamentische scènes: de opstanding van Lazarus, Jezus en de Samaritaanse vrouw bij de bron, en het verhaal van de vrouw met een bloeding.
Langs de spelunca magna openen wat de Rossi de "historische crypten" had genoemd en die hij ten onrechte had geïdentificeerd met de plaatsen van martelaarsverering: een van hen is zeker de begraafplaats van Gennaro, waar porfirische zuilen werden gevonden; de andere drie kamers worden gekenmerkt door een grote nauwkeurigheid in de details, door een heldere en levendige polychromie, door een zekere architecturale monumentaliteit, vergelijkbaar met de mausolea aan de oppervlakte. Van bijzonder belang is de zogenaamde vierkante crypte of crypte van de seizoenen: een vierkante kamer met drie nissen aan elke kant en een monumentale ingang, bestaande uit een boog geflankeerd door pilasters met sokkels en kapitelen, met drempel en architraaf in Carrara-marmer. De naam is afgeleid van de fresco's op het gewelf, die vier seizoenen van het jaar uitbeelden: de oogst, de druivenoogst, de olijvenoogst en de bloemenoogst.
In een tunnel die vertrekt vanuit de spelunca magna bevindt zich het arcosolium van Celerina, waarin het oudtestamentische verhaal wordt getoond van Susanna die wordt aangevallen door de twee oudsten, afgebeeld door een lam tussen twee wolven.